# ایپابا
ایپابا (به پرتغالی: Ipaba) یک منطقهٔ مسکونی در برزیل است که در میناز ژرایس واقع شده‌است. ایپابا ۱۸٬۷۶۹ نفر جمعیت دارد.